# Sergey Budagov
Sergey Nikitovich Budagov, ros. Сергей Никитович Будагов, Siergiej Nikitowicz Budagow (ur. 2 stycznia 1920 w Baku, Azerbejdżańska SRR; zm. 4 stycznia 2007 w Chirchiqu, Uzbekistan) – uzbecki piłkarz, grający na pozycji napastnika, trener i sędzia piłkarski; uzestnik II wojny światowej.

## Kariera piłkarska
Wychowanek Dinamo Aszchabad. W 1935 rozpoczął karierę piłkarską w zespole Spartak Taszkent, który trenował Giergij Sorwin. Po rozpoczęciu wielkiej wojny ojczyźnianej uczestniczył w walkach bojowych i pod Rżewem otrzymał ciężką kontuzję. Został hospitalizowany, a po zakończeniu leczenia grał razem z Wsiewołodem Bobrowym w jednej z wojskowych klubów na Syberii. W 1946 powrócił do Taszkenta, gdzie został piłkarzem ODO Taszkent, w którym zakończył karierę piłkarza.

## Kariera trenerska
Po zakończeniu kariery piłkarza rozpoczął pracę szkoleniowca. Najpierw pracował w klubie sportowym wojskowego klubu ODO Taszkent. Przez dłuższy czas trenował drużynę wojskowych, która nazywała się Sokoł Taszkent. W 1961 został mianowany na stanowisko dyrektora technicznego Paxtakoru Taszkent. W 1962 stał na czele klubu Sverdloves Tashkentskaya obl. W 1964 prowadził Politotdel Yangibozor, a w 1965 Spartak Andijon. W latach 1967–1968 i 1971-1972 pracował na stanowisku starszego trenera w klubie Stroitel Aszchabad. W 1970 trenował Paxtaaral Syrdaryjska obl. W 1973 stał na czele Neftyanika Fergana. W 1976 ponownie obejmował stanowisko dyrektora technicznego Paxtakoru Taszkent. W 1977 stał na czele Dinama Samarkanda. Potem szkolił młodzieżową reprezentację Uzbekistanu oraz pracował w Federacji Futbolu Uzbekistanu.

## Kariera sędziowska
Jako arbiter kategorii krajowej w latach 1960-1964 sędziował 4 mecze piłkarskie w Mistrzostwach ZSRR jako sędzia liniowy.
4 stycznia 2007 zmarł w Chirchiqu w wieku 87 lat.

## Sukcesy i odznaczenia

### Sukcesy trenerskie
ODO Taszkent
- zdobywca Pucharu ZSRR wśród zespołów wojskowych: 1948

### Odznaczenia
- tytuł Mistrza Sportu ZSRR
- tytuł Zasłużonego Trenera Turkmeńskiej SRR
- tytuł Zasłużonego Trenera Uzbeckiej SRR: 1961